# Saor Éire
Saor Éire ([s̪ˠeːɾˠ eːɾʲə] oder [s̪ˠiːɾˠ eːɾʲə], Irisch für Freies Irland) war eine linksgerichtete politische Organisation während der Zeit des irischen Freistaates (1922–1937).

## Geschichte
Saor Éire wurde im September 1931 von kommunistischen Mitgliedern der Irish Republican Army mit Rückhalt durch die IRA-Führung gegründet, nachdem die Führung zwei Jahre zuvor entsprechende Pläne noch abgelehnt hatte. Unter den Gründern war Peadar O’Donnell, einst Redakteur der IRA-Zeitschrift An Phoblacht. Die dahinterstehende Idee war, eine Arbeiter- und Kleinbauernorganisation aufzubauen. Die ärmeren ländlichen Gemeinden Irlands sollten in den Widerstand gegen den britischen Imperialismus und den irischen Kapitalismus, die Saor Éire als Verbündete ansah, einbezogen werden.
Am 26. und 27. September 1931 hielt Saor Éire eine erste Konferenz in Dublin ab, an der 150 Delegierte aus dem Freistaat und aus Nordirland teilnahmen. Vorsitzender war Séan Hayes, während David Fitzgerald als Generalsekretär fungierte. Während ihres Bestehens benutzte die Organisation An Phoblacht als Publikationsorgan.
Die Organisation wurde von der bürgerlichen Presse sowie der katholischen Kirche als gefährliche kommunistische Gruppierung bezeichnet und noch im gleichen Jahr von der Regierung des Freistaats verboten. Die heftigen Reaktionen verhinderten, dass Saor Éire zu einer repräsentativen politischen Partei wurde. 1933, zwei Jahre später, versuchte O’Donnell, eine ähnlich ausgerichtete Partei unter dem Namen Republican Congress zu schaffen – und scheiterte erneut.
Später, in den 1940er Jahren, beschuldigte Fianna Fáil die Partei Clann na Poblachta, eine Nachfolgeorganisation von Saor Éire zu sein. Von 1967 bis 1975 nannte sich eine links-republikanische Splittergruppe ebenfalls Saor Éire.

## Ideologie
Saor Éire sah sich in der Tradition des irischen Arbeiterführers James Connolly. Als Ziele formulierte Peadar O’Donnell erstens den Aufbau einer revolutionären Führungsmacht, welche die Arbeiter und arbeitenden Bauern organisieren sollte, zweitens die Errichtung einer sozialistischen Republik Irland und drittens die Förderung der irischen Sprache und Kultur. Zur Realisierung dieser Ziele war ein Zwei-Stufen-Plan vorgesehen, mit einer ersten Stufe des Organisationsaufbaus und der Propaganda, die zu Massenwiderstand führen sollten, und einer zweiten Stufe der Machtkonsolidierung zum Zwecke der Errichtung einer irischen Republik und einer sozialistischen Wirtschaft.